# Belisana sabah
Belisana sabah is een spinnensoort uit de familie trilspinnen (Pholcidae). De soort komt voor op Borneo. 